# Бретон, Адела
А́дела Кэ́трин Бре́тон (англ. Adela Catherine Breton, 1849—1923) — английская художница и археолог, наиболее известная работами в Мексике. Одна из первых исследовательниц древней индейской живописи, выполнила полномасштабные акварельные копии фресок Храма Ягуаров в Чичен-Ице и Теопанкашко в Теотиуакане.
Детство и юность Аделы Бретон прошли в Бате, римские руины которого пробудили в ней интерес к археологии. Художественное образование получила в Италии, после смерти отца в 1887 году начала самостоятельные путешествия в Канаду и США. В Мексике работала между 1892 и 1908 годами, преимущественно в Теотиуакане, Толлане, Шочимилько, Чичен-Ице и Акан-Че (всего тринадцать экспедиционных сезонов). В начале XX века получила международное признание как художница — археологический иллюстратор и организатор международных конгрессов по американистике и историческим наукам, проводимых в Лондоне в 1912—1913 годах. Скончалась от сердечной недостаточности и последствий тропических заболеваний, возвращаясь с антропологического конгресса в Рио-де-Жанейро.
После кончины А. Бретон была полностью забыта; её акварельные работы заново обнаружены Эриком Томпсоном в 1970-е годы, первая выставка прошла в Бристольском музее в 1989 году. В XXI веке наследие художницы-археолога актуализировалось, был реализован проект оцифровки её произведений и проведены несколько выставок её оригинальных работ. В 2005 году выпущена монографическая биография. Новая выставка художественных работ и рукописей последовала в 2016—2017 годах.

## Наследница-туристка (1849—1899)

### Происхождение. Годы в Бате (1849—1887)

Адела Бретон (стоит справа) с матерью, отцом и дядей в Бате. Фото сделано до 1874 года

Адела Кэтрин Бретон появилась на свет в Лондоне 31 декабря 1849 года на четвёртом году брака своих родителей. Её отцу — Уильяму Генри Бретону — было к тому времени пятьдесят лет, матери — урождённой Элизабет Д’Арч, двадцать восемь. Семейство Бретонов происходило из Бата, у родителей Уильяма было 11 детей (в том числе его собственный брат-близнец Генри Уильям), и много лет семья была связана с Ямайкой. Во время службы во флоте Уильям побывал в Вест-Индии и на западном побережье Африки; к тридцатилетию он выслужил лейтенантский чин и подал в отставку, «потворствуя своей страсти к путешествиям». Отставка в терминологии того времени означала канцелярскую службу на берегу с половинным жалованьем. Три года Уильям Бретон работал в Австралии, опубликовав книгу очерков «Путешествия по Новому Южному Уэльсу, Западной Австралии и Земле Ван-Димена в 1830, 1831, 1832 и 1833 годах». Вернувшись в Северное полушарие, Бретон побывал в Норвегии, Швеции и России, также описав впечатления в книге. Далее он был назначен констеблем в Ричмонде и уголовным судьёй в Лонсестоне на Земле Ван-Димена. Англичанка Элизабет Д’Арч оказалась на Тасмании вместе с сёстрами и матерью, так как её брат был начальником таможни на острове. Она вышла замуж за Уильяма в 1844 году; их первый ребёнок умер в очень раннем возрасте. Когда они возвращались в Англию, Элизабет вновь была беременна, Адела родилась в Лондоне по пути в Бат. Семейство обосновалось на престижной улице Батвик-Хилл, здесь через 17 месяцев родился младший брат Аделы Гарри Д’Арч Бретон и ещё один ребёнок умер после родов.

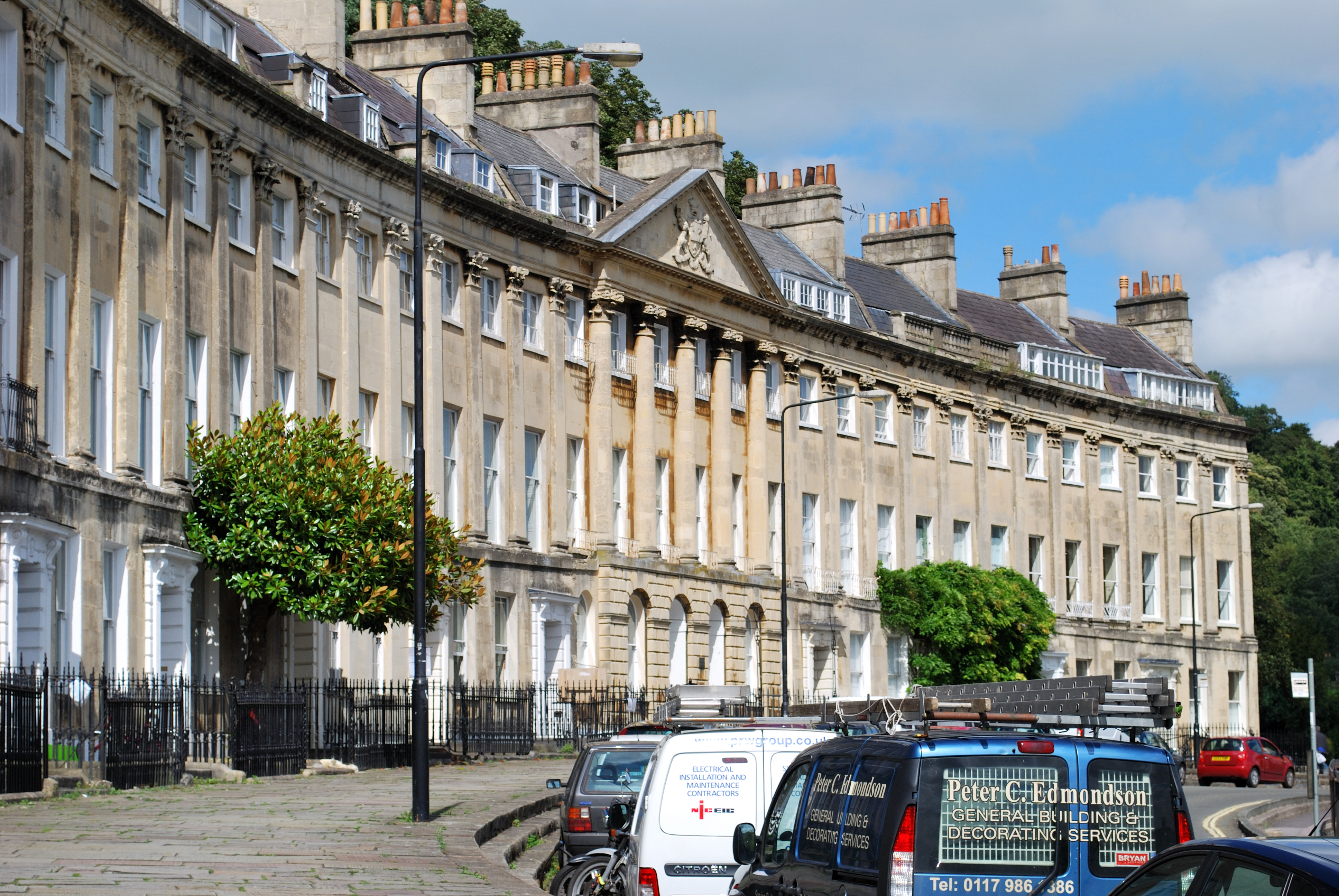
Кэмден-Кресент

Далее Бретоны переехали в дом № 15 в Кэмден-Кресент, который оставался владением Аделы до конца её жизни. Дом был типичным для застройки георгианской эпохи: узкий, с четырьмя спальнями и низкой мансардой; кухня и передняя находились в цоколе. Родственники жили в Тонтоне и Саутгемптоне. О детских годах Аделы неизвестно почти ничего, однако её отец вёл активную интеллектуальную жизнь, состоял членом Королевского литературного и естественнонаучного института Бата, увлекался геологией и археологией. Дочь получила образование с упором на иностранные языки, музыку и рисование. Дебют мисс Бретон в светском обществе состоялся на апрельском балу 1868 года, что было упомянуто в газете «Bath Chronicle». Брат Гарри поступил в Королевскую военную академию в Вулидже, и в 19 лет получил лейтенантский чин в Королевском инженерном корпусе. Ранее семья совершила годичный гран-тур по Европе, и впоследствии Адела Бретон вспоминала, что изучала архитектуру и живопись в Италии и Франции. Основная часть этих занятий, вероятно, проходила во Флоренции. Всего семейство трижды за семь лет побывало в длительных европейских поездках. Элизабет Бретон скончалась в мае 1874 года, не перенеся влажных батских зим, и страдая бронхитом. Это произошло вскоре после женитьбы её сына Гарри на Кейт де Моленс. Адела, по-видимому, сознательно не выходила замуж, или её художественные и антикварные интересы не стыковались с образом жизни викторианской дамы среднего класса: в 1870-е годы, в связи с реконструкцией римских терм, в Бате проходили активные раскопки. 1878 годом датированы несколько картин Аделы, написанные в Савойе. Произведения 1880-х годов в основном посвящены Бату и его окрестностям. Не существует никаких свидетельств, что Адела пыталась сделать карьеру художницы, и без того крайне затруднительную в Британии того времени. На одной из её картин 1883 года имеется пометка «вне конкурса», из чего можно сделать вывод, что она участвовала в выставке, предполагавшей некое оценивание работ. Здоровье Уильяма Бретона тоже постепенно ухудшалось (много лет спустя дочь сетовала, что так и не добралась до Вены, которая очень нравилась отцу), он скончался 23 июня 1887 года в преклонном возрасте и был похоронен вместе с женой. По завещанию, вступившему в силу через месяц, Адела оставалась главной наследницей: ей отошёл дом в Бате со всей обстановкой и имуществом (оценённым в 35 491 фунт стерлингов) и 15 000 фунтов стерлингов деньгами (брату отошло только 5000 фунтов наличными, так как ещё десять тысяч он получил на свадьбу). Умело вложенные средства сделали Аделу Бретон финансово независимой, и уже в конце 1887 года она покинула Бат, куда периодически наезжала, но не оставалась в городе надолго.

### США — Канада — Мексика (1888—1893)

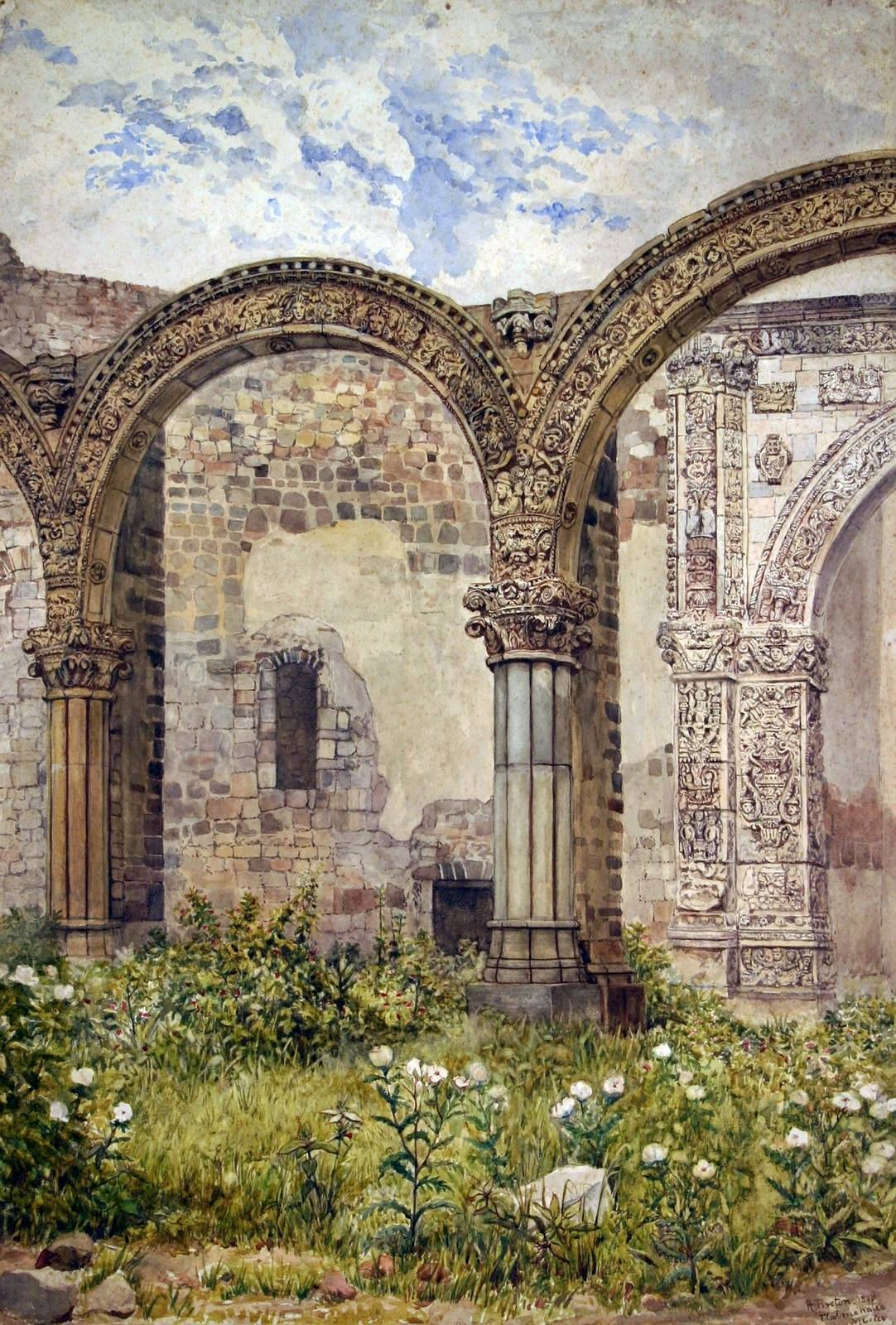
Типичная архитектурная акварель Аделы Бретон, изображающая заброшенный монастырь в Тлальманалько. Не датирована, хранится в художественной галерее Виктории в Бате

Оформив наследство, Адела Бретон могла удовлетворить унаследованную от отца и давно осознанную страсть к путешествиям. В первую очередь она отправилась к родственникам матери в Филадельфию, которые разыскали её по переписке. Жена её кузена — Элла Льюис — была одних лет с Аделой и дружба женщин длилась несколько десятилетий. Закончив семейные дела, Бретон заинтересовалась Канадской тихоокеанской железной дорогой, только что введённой в эксплуатацию (в 1885 году). В Западной Канаде она занималась живописью, и её пейзажи фиксируют горные ландшафты. По предположению биографа Мэри Маквикер, для Аделы Бретон фиксация увиденного средствами искусства была частью опыта путешественницы. Её пейзажи натуралистичны, иногда производя впечатление геологической иллюстрации. В какой степени она считала себя человеком искусства, невозможно судить, во всяком случае, все её акварели хранились в доме в Бате, и художница не пыталась продавать свои работы.
Адела Бретон выработала для себя следующий ритм жизни: тёплое время года она проводила в Бате, отправляясь в Америку и Канаду на зимовку, чтобы избежать сомерсетской сырости. Акварели и картины в основном фиксируют виды Британской Колумбии, но есть виды Йеллоустонского парка. В 1890 году Адела планировала посетить Японию, но источники не позволяют судить, осуществилось ли это намерение. В 1891 году она определённо побывала в Калифорнии, о чём свидетельствует содержимое альбома для рисования. Во время землетрясения в Сан-Франциско она приложила карандаш к странице альбома, выступив в роли живого сейсмографа. В 1892 году А. Бретон заинтересовалась Мексикой. Она воспользовалась проверенным туристическим маршрутом через Гавану, прибыв в апреле в Веракрус. На поезде Адела посетила подножье Орисабы, Пуэбло и Тласкалу, а далее Мехико. В отличие от обычных туристов, Бретон сходила на привлёкших её станциях, совершала небольшие экскурсии и рисовала мексиканские руины, Великую пирамиду и церкви Чолулы. Тласкала произвела такое впечатление, что Адела отправила в «The Bath Chronicle» описание церкви Санта-Мария-де-Окотлан (номер от 14 июля 1892 года). Описание выполнено деловым стилем, без обычной для викторианской эпохи экзальтированности. Далее её маршрут пролегал через Юго-Запад США, где Адела впервые соприкоснулась с руинами культуры пуэбло. Осенью путешественница вернулась в Канаду, но от оставшейся части 1892 года документальных и художественных свидетельств не дошло. 8 декабря 1892 года, однако, в «Батской хронике» вышла статья Аделы Бретон с описанием национального парка Банф.
Маршруты 1893 года могут быть реконструированы благодаря привычке Аделы точно датировать и помечать местом каждый эскиз или акварель. В октябре 1893 года она посетила Адирондак и Ниагару, проехав далее в Чикаго, предположительно, на Колумбову выставку. Декабрьские зарисовки выполнены в Мехико. Рождественские каникулы А. Бретон провела в Пацкуаро, который обеспечивал ей образ жизни, который она предпочитала в поездках: «некоторый комфорт посреди дикой природы». Вероятно, именно в Пацкуаро Адела спланировала свой «гран-тур» по Мексике (как его определяла Мэри Маквикер) и нашла проводника и слугу Пабло Солорио родом из Мичоакана. Вместе с ним она съездила в Арио-де-Росалес до Чурумуко — малой родины Пабло, убедившись в богатстве Западной Мексики археологическими памятниками, которые игнорировались европейскими путешественниками.

### Мексиканский гран-тур (1894—1895)

#### Маршруты

Адела Бретон в амазонке со слугой и проводником Пабло Солорио. Фото выполнено между 1894—1896 годами

Общая продолжительность гран-тура Аделы Бретон по Мексике составила восемнадцать месяцев: от рождественских каникул 1894 года до поздней весны 1895 года. Традиционно путешественники XVIII—XIX веков передвигались медленно, месяцами находясь в одном месте, чаще всего, населённом европейцами, и получая информацию о коренном населении и памятниках из третьих рук. Напротив, мисс Бретон находилась в движении почти беспрерывно, задерживаясь только для живописных работ. К моменту прибытия в Мексику она владела французским, итальянским и немецким языками, и, в общении с Пабло Солорио, выучила испанский язык. Для путешествий Мексика была в тот период безопасной, так как диктатор Порфирио Диас придавал большое значение улучшению дорог и бесперебойному передвижению, в том числе иностранцев. В частности, Адела Бретон в следующие десять лет постоянно останавливалась в индейских деревнях, никогда не испытывая затруднений. Иногда она ставила походную палатку, при этом делами по хозяйству, в том числе готовкой, занимался Пабло. Периодически она пользовалась гостеприимством владельцев асьенд. Судя по имеющимся данным, чопорная англичанка средних лет, одетая по всем викторианским канонам (включая корсет) и передвигавшаяся в дамском седле, производила большое впечатление. Биограф Мэри Маквикер утверждала, что «логистика её передвижений представляет большую интригу», так как её громоздкий гардероб хранился на складе в Мехико. Поскольку Адела Бретон обладала абсолютной памятью, и много лет спустя могла совершенно точно цитировать прочитанное, её заметки бессистемны, и больше информации несут графические и акварельные работы. Акварели она обычно писала на бумаге формата 18 × 30 дюймов (45,72 × 76,2 см), от сезона 1894 года их осталось не менее шестидесяти пяти. Памятники доколумбовой Мексики занимали в них всё больше места. Иногда она помещала списки прочитанного в альбомах для рисования: её интересовала доримская Шотландия, великий Зимбабве, Атлантида, египетская археология, мифология индейцев навахо. Со временем Адела научилась фотографии и возила с собой громоздкую камеру и фотопластинки. Меньше всего её интересовали люди и животные; если на пейзажных и архитектурных работах появляются человеческие фигуры, то только для отображения масштабов увиденного. Больше всего изображалось архитектурных деталей, фасадов зданий и арок.
В Теотиуакане Адела Бретон впервые побывала в феврале 1894 года. Она взобралась на вершину Пирамиды Луны (которая тогда была полуразрушена и поросла кустарником) и набросала общую панораму руин вдоль Дороги мёртвых. Вероятно, тогда же она впервые посетила развалины Толлана, но её эскиз головы статуи змея не датирован. «Атланты» Храма воинов тогда ещё не были раскопаны, а барельефы воинов, высеченные в скале, были ею зарисованы только в 1901 году. Толлан стал одним из самых любимых объектов посещений А. Бретон, которая возвращалась на это место во время каждого визита в Мексику. Далее она побывала в Куэрнаваке и Шочикалько, но альбом, документирующий весенние экскурсии 1894 года, не сохранился. В июне она побывала в Оахаке с Митлой и Монте-Альбаном, где тогда сохранились многоцветные фрески. В Митле Адела Бретон запечатлела пейзаж с руинами на фоне горы. На этих работах нередка фигура Пабло, вероятно, помещаемая для масштаба. Художницу привлекали и малоизвестные для туристов объекты, в частности, Семпоала и Какаштла, но в последней Бретон не рисовала. В Эль-Тахине она создала одну из лучших своих археологических акварелей, при том, что в 1890-е годы пирамида не была раскопана, и не существовало обустроенной тропы для мулов (её проложили из Папантлы лишь в 1925 году). Помимо индейских руин, акварелистка фиксировала барочную резьбу церкви в Агуаскальентесе и арки в старом монастыре в Тлальманалько. По отзыву Мэри Маквикер, многие работы А. Бретон этого периода напоминают архитектурные пейзажи Фредерика Кезервуда. Однако период великого гран-тура Аделы плохо документирован: её брат Гарри был командирован на пять лет на остров Св. Елены, ослабели и старые связи в Англии. Практически отсутствуют документы об отношениях Аделы Бретон с невесткой Кейт и племянниками.

#### Первые копии доколумбовой живописи

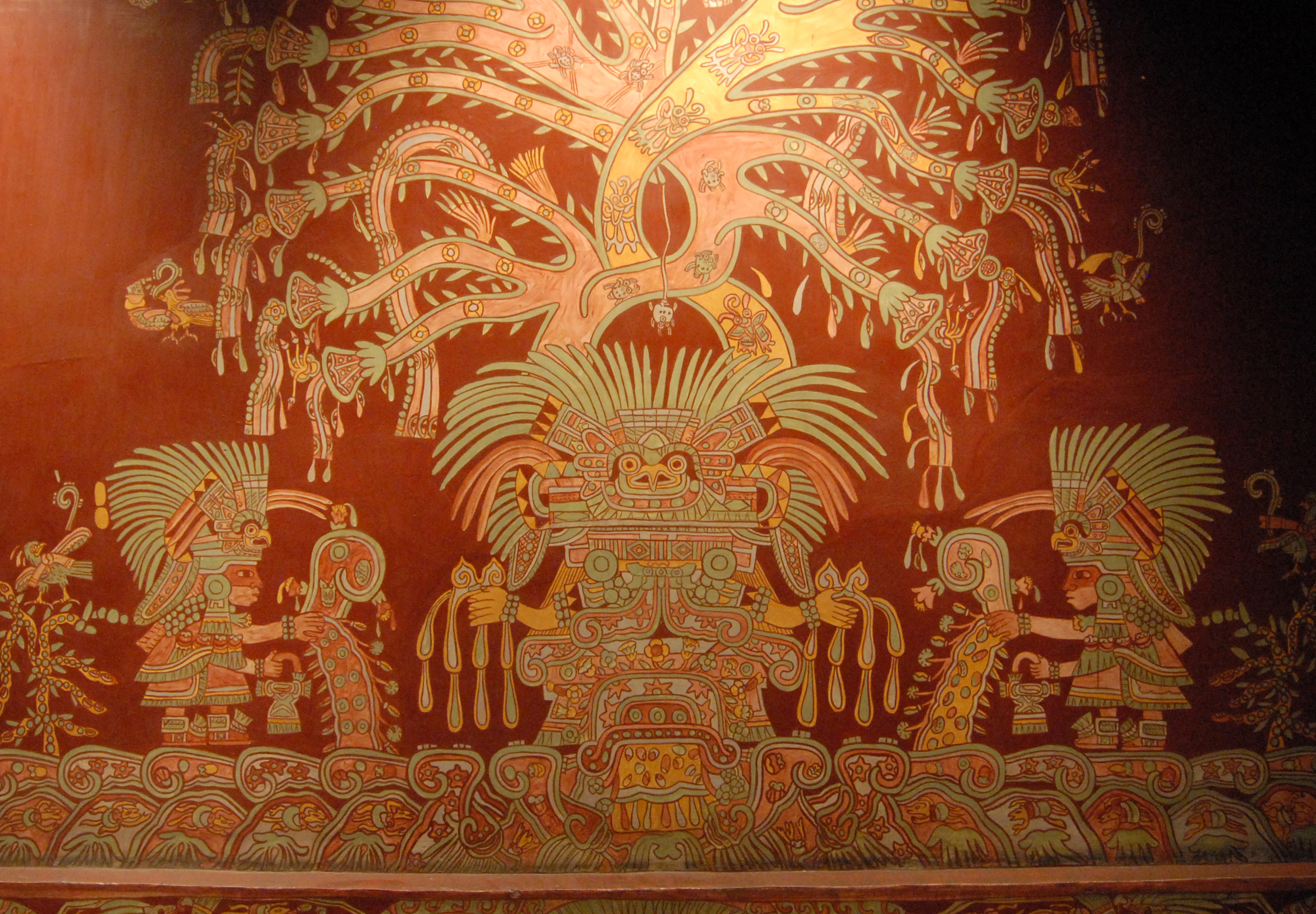
«Великая богиня». Реконструкция фрески из Теотиуакана из Национального музея антропологии

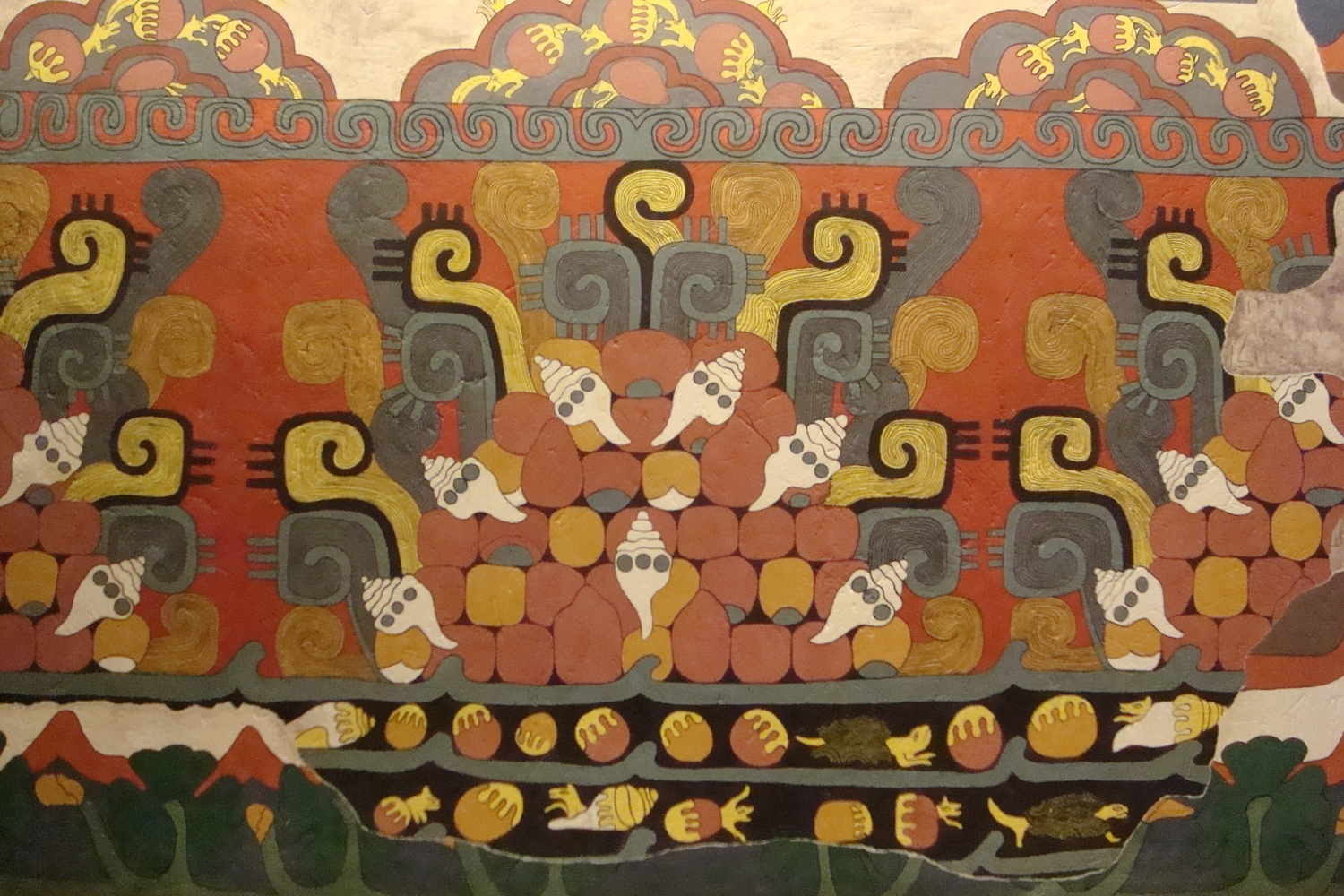
Реконструкция фрески из так называемого «Храма земледельцев»

В мае 1894 года в Теотиуакане были открыты настенные росписи в здании, получившем название «Дом священника» или Теопанкашко; он располагался в трёх милях от Пирамиды Луны. В августе их осмотрел американский антрополог Фредерик Старр, который утверждал, что «индейцы инстинктивно постигли искусство кривых линий», и считал, что изображения, нанесённые зелёной и жёлтой красками по красному фону, очень тонкой работы и весьма зрелищны. Работу по фиксации фресок осуществил медик Антонио Пеньяфьель, осознавая их хрупкость: он перенёс контуры изображений на кальки с разметкой цветов и сфотографировал четыре основные сцены. Когда именно обо всём этом узнала Адела Бретон, неясно. В Теопанкашко она оказалась в сентябре того же 1894 года и только в декабре переехала в Папантлу. Вероятно, на недатированный промежуток осени пришлось время её живописных работ с индейскими фресками. Далее она вернулась в Теопанкашко в марте 1895 года, о чём свидетельствует как минимум одна акварель, фиксирующая деталь одной из фресок с подписью «после Пеньяфьеля». В конце концов она выполнила калькирование и перенесла на бумагу акварелью все фрески, а также копировала кальки и раскрашивала фотографии А. Пеньяфьеля. Впоследствии она раскрашивала чёрно-белые фотографии для археологов, используя собственные акварели как источник точной колористики и прорисовки деталей. Поскольку к XXI веку остатки фресок поблёкли до неузнаваемости, детальные прорисовки и схема расположения композиций Аделы Бретон позволяют почти полностью реконструировать изначальный вид Теопанкашко. Технику копирования пришлось разрабатывать на ходу: на основе эскизов она перенесла всю роспись на единый рулон коричневатой бумаги длиною около 10 футов. Контуры основных деталей делались сангиной, с зеркальным повторением на обороте углём или мягким карандашом. Мелкие детали воспроизводились с использованием чертёжной бумаги. Получение точных оттенков цвета было крайне медленной задачей; вдобавок, сохранившиеся изображения располагались низко по отношению к уровню земли, и ряд деталей можно было запечатлеть только лёжа. Следовало также «охотиться» за освещением. Впрочем, между реконструкциями Пеньяфьеля и Бретон существуют расхождения и, как минимум один раз, М. Маквикер пришла к выводу, что ко времени работы Аделы состояние фрески ухудшилось.
Вскоре были обнаружены фрески в так называемом «Храме земледельцев» в центральной части Теотиуакана, сильно отличающиеся от Теопанкашко. Адела Бретон скопировала и эту фреску, калька с которой хранится в Бристольском музее. Когда изображения только были откопаны, они восхищали очевидцев интенсивностью красных, синих и жёлтых красок; композиция и стилевые особенности не имели аналогов ни в одной культуре Старого Света. Причины, по которой А. Бретон приняла решение копировать доколумбовы стенные росписи, остаются неизвестны, при этом она явно не пыталась публиковать свои ранние работы. Даже в 1910 году американист Эдуард Зелер работал только с раскрашенными Аделой фотографиями и не имел понятия о полномасштабной копии.

### Путешествия второй половины 1890-х годов
В архиве Аделы Бретон сохранились две фотографии, из которых следует, что Пабло Солорио сопровождал её в Бате, и запечатлён в её доме в Кэмден-Кресент. Судя по некоторым деталям, съёмка была зимой, тогда как обычно художница уезжала зимовать из Англии в Новый Свет. По-видимому, Пабло сопровождал её сразу после окончания гран-тура, тем более что в следующем году он женился и Мексику уже не покидал. По мнению М. Маквикер, любые близкие отношения между Пабло и Аделой были исключены в силу культурной, социальной и возрастной разницы. Первый съёмочный аппарат А. Бретон приобрела в 1895 году, так что указанные фотографии могли являться первыми опытами в новом ремесле. П. Солорио был необходим ещё и потому, что во время гран-тура накопилась большая коллекция живописных материалов и древностей, которые зачастую он же и добывал. На всех фотографиях Пабло прилично выглядит, никогда не предстаёт в индейском костюме и как минимум один раз запечатлён в одеянии кабальеро, явно сшитом по мерке и дорогим портным. В фешенебельном Бате он не был бо́льшей экзотикой, чем, например, выходцы из Индии, служившие во многих семьях. Весной 1896 года А. Бретон вернулась в Мексику и в апреле-мае участвовала в раскопках кургана в западной части страны, в асьенде Гуадалупе в 70 милях от Гвадалахары. Раскопки велись непрофессионально даже по меркам 1890-х годов, большинство найденных сосудов и скульптур были разбиты. А. Бретон зарисовала находки и получила в дар две повреждённые керамические фигурки. Далее художница заинтересовалась древними месторождениями обсидиана, и вообще её поездки в 1896—1897 годах демонстрируют усиление интереса к археологии. К этому времени относятся сделанные на высоком уровне топографические планы, Адела даже вступила в переписку с Фредериком Патнэмом, директором Музея Пибоди. Адела Бретон широко использовала фотографию, и многие её акварели были выполнены по ею же сделанным снимкам. В Мексике она суммарно пробыла 16 месяцев, четыре месяца занял недокументированный перерыв, вероятно, проведённый в Англии. В сентябре 1897 года А. Бретон приехала в Канаду, и в октябре вернулась в Мексику, возможно, навестив попутно филадельфийских родственников. Далее она провела в поле десять месяцев (до мая 1899 года) в сопровождении бессменного Пабло. По мнению М. Маквикер, именно после возвращения в Англию Адела Бретон приняла решение посвятить себя древностям Мексики профессионально.

## Художница-археолог — годы профессионализма (1900—1923)

Адела Бретон копирует фреску Храма Ягуаров в Чичен-Ице. Фото 1904 года

### Поиск нового предназначения
После гран-тура 1895 года Адела Бретон передала около двухсот археологических предметов, преимущественно статуэток, головок и обсидиановых орудий, в дар Батскому литературному и естественнонаучному институту. Батский королевский институт ещё с 1820-х годов располагал музейным помещением, конференц-залом и библиотекой; в экспозиции преобладали римские древности. Под крышей Института существовали городские Философское, Фотографическое и Микроскопическое общества, которые затем влились в Институт на правах отделов. Отец Аделы был действительным членом Института, а сама она с 1886 года имела звание «подписчика», но не избиралась. Причину дарения А. Бретон описывала в одном из частных посланий 1899 года в следующих выражениях: «моё собрание заняло всю столовую, и я полагаю, что всё это будет лучше смотреться в стеклянных витринах». Мексика в то время уже запрещала вывоз любых археологических предметов, поэтому Адела не пыталась вывозить крупные объекты или произведения искусства. На таможне закрывали глаза на мелкие предметы и обломки, не видя в них ценности. Так, из письма 1896 года следует, что таможенник в Гвадалахаре разрешил провезти собрание древностей в багаже. Батский институт не мог принять на хранение разнообразную коллекцию Аделы Бретон (огромный объём занимали её кальки и акварели и фотопластинки с негативами), поэтому в 1899 году она обратилась в ближайший Бристольский музей, в правление которого входил геолог Ллойд Морган. В письме от 24 августа А. Бретон предлагала коллекцию обсидиана, рассортированную и снабжённую этикетками. Мистер Морган заинтересовался и передал свой интерес попечительскому совету. В октябре дарение было оформлено. Кроме того, малая коллекция обсидиана (около 45 единиц) была подарена Манчестерскому музею 14 декабря того же 1899 года.
Следующим объектом интереса Аделы Бретон стала Чичен-Ица. Вероятно, она заинтересовалась Юкатаном, читая публикации супругов Огюста и Элис Ле Плонжон. Адела была примерно одних лет с Элис и, по-видимому, побывала на одной из её лекций в Нью-Йорке в 1892 году. Они стали переписываться, хотя Бретон не слишком разделяла веру Ле Плонжонов в оккультизм и Атлантиду, согласно мнению супругов, населённой древними майя, распространявшими высокую цивилизацию повсюду по миру. Адела познакомилась и с Альфредом Модсли, который исследовал природу и древности Мексики между 1881 и 1894 годами. По-видимому, они были представлены друг другу Энни Хантер, иллюстратором Biologia Centrali-Americana — главного труда Модсли; две её сестры тоже были художницами и знали Аделу. Они также увлекались копированием настенных росписей: сёстры Хантер были командированы в Италию Пирпонтом Морганом для снятия калек с фресок Джотто. Сама Энни никогда не была в Америке, и, рассматривая фотографии Модсли, назвала индейские руины «идеальным местом для самоубийства». Ознакомившись с её работами, Альфред Модсли предложил Аделе Бретон скопировать фрески Верхнего храма Ягуаров в Чичен-Ице и заодно раскрасить выполненные им фотографии. В переписке он упоминал, что фотографии Ле Плонжонов также имели некоторую ценность, но подчас искажали детали при ретушировании. Модсли предоставил А. Бретон рекомендации для американского дипломата Эдварда Томпсона, в пределах асьенды которого располагались руины Чичен-Ицы.

### На Юкатане
Из Бата Адела Бретон проехала в Музей Пибоди и обсудила предстоящие работы с Фредериком Патнэмом. Далее она через Гавану отплыла в Прогресо и оттуда отправилась в Мериду. Юкатан, который веками был периферией колониальной Испании, постепенно включался в мировой капиталистический рынок благодаря росту спроса на сизаль, что привело к обогащению креольской аристократии и резкому улучшению качества жизни элиты. Владельцы асьенд строили особняки в городе и поддерживали старые традиции гостеприимства. До Чичен-Ицы пришлось добираться на возах до Цитаса (это заняло шесть часов), а потом на двухколёсном «волане» до асьенды Эдварда Томпсона, которого дополнительно уведомил Патнэм (между прочим, сообщив, что «миссис Бретон… совершенный варвар»). 20 февраля 1900 года английская художница прибыла на место своей работы, дополнительно намереваясь посетить Ушмаль. Видимо, она не восприняла всерьёз предупреждения Патнэма и Томпсона об ужесточении правил, потому что 3 марта она жаловалась, что мексиканский инспектор по делам древностей запретил ей делать зарисовки, и Томпсону пришлось писать официальный запрос от имени Госдепартамента, хотя он явно рассчитывал, что эксцентричная англичанка уберётся восвояси. Сопровождавшие её в Ушмаль американцы жаловались на её «невыносимый характер». По предположению М. Маквикер, беспокойство Томпсона вызывал и Пабло Солорио, который по поручению Аделы начал производить какие-то раскопки, явно не заботясь запретами; американский консул в переписке прямо именовал его «шпионом». Адела Бретон, как было принято в XIX веке, расположилась прямо в руинах, в здании «Акаб Циб», и разбивала там лагерь два сезона подряд. Американский майянист Альфред Тоззер описал её обиталище как «сырое, похожее на могилу, логово, заплесневелое и полное летучих мышей».

Юкатанские работы Аделы Бретон
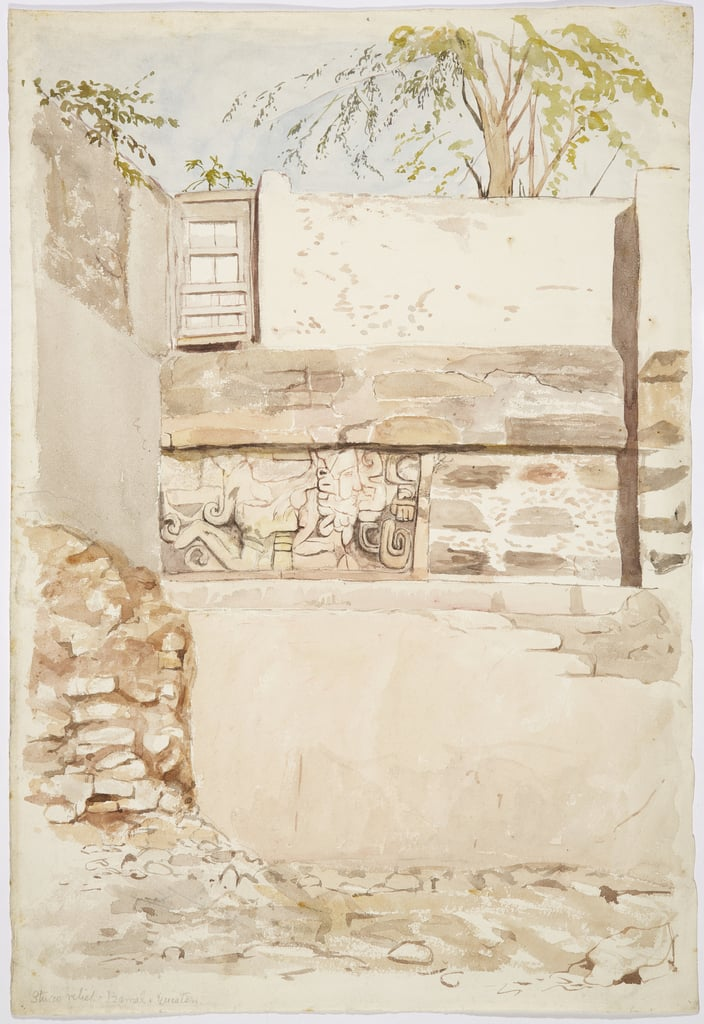
Каменная кладка и рельеф в Исамале
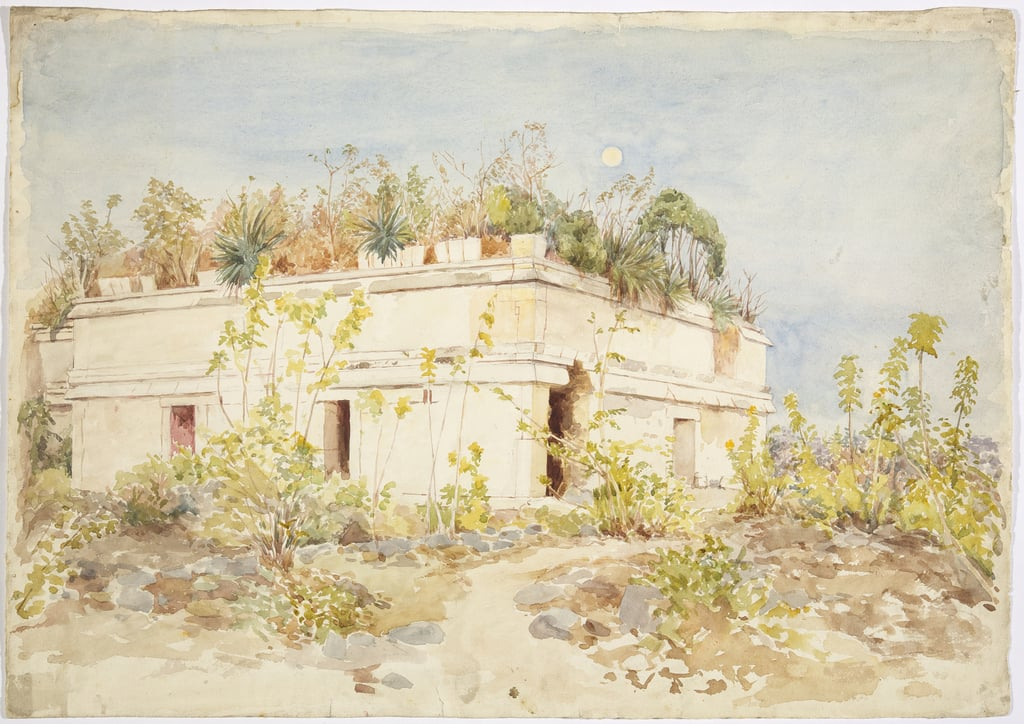
Здание «Акаб-Циб» в Чичен-Ице
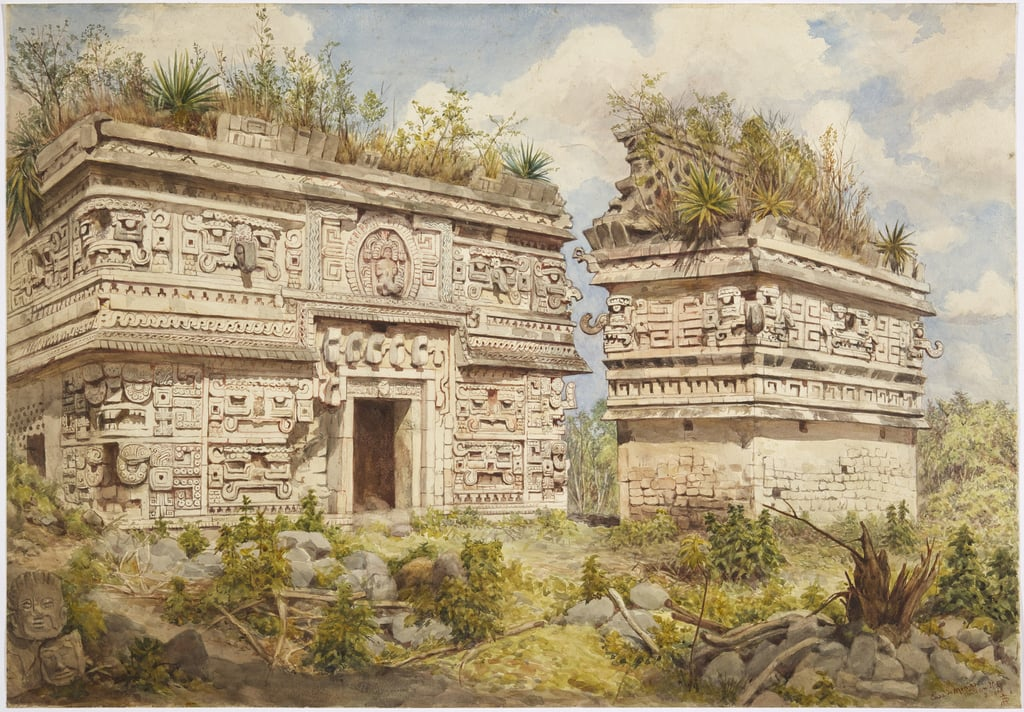
Руины «женского монастыря» Чичен-Ицы
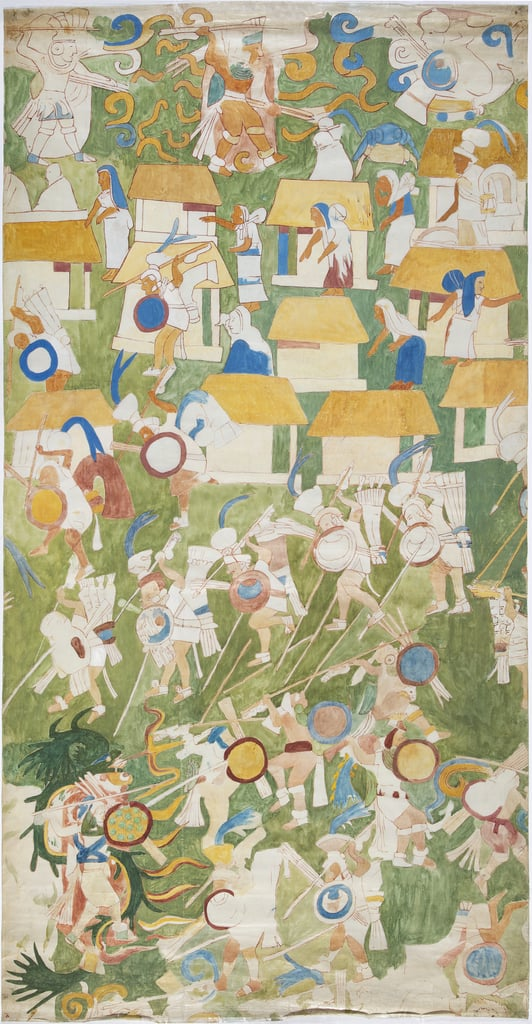
Копия фрески южной стены Верхнего храма Ягуаров

В сезон 1900 года Адела Бретон намеревалась проверить точность воспроизведения деталей построек и орнаментов на фотографиях и прорисовках А. Модсли для издания археологических томов «Biologia Centrali-Americana». Кроме того, ей были заказаны отливки некоторых фризов и скульптур. Главной задачей сама она считала снятие точных цветных копий древних фресок до их исчезновения от непогоды и вандализма посетителей. Верхний храм Ягуаров расположен рядом с большой площадкой для игры в мяч, одной из семи, имевшихся в Чичен-Ице. В храм можно подняться только по узкой крутой лестнице, ведущей от одной из коротких стен игровой площадки. Однако в то время храм не был раскопан и гигантская куча щебня, поросшая кустарником, делала посещение менее рискованным. Внутри храм был разделён на внешнюю и внутреннюю камеры, эта последняя и была сплошь расписана детально проработанными сценами, включавшими десятки фигурок. Джон Стефенс в 1843 году утверждал, что уже в это время фрески были в плохом состоянии: гипсовая штукатурка вспучилась и потрескалась, что в буквальном смысле разрывало целостность композиции. Смысл этих росписей продолжает дискутироваться. Приступив к копированию, Адела Бретон пришла к выводу, что росписи выполняли два разных художника, имевших собственный стиль и приёмы работы. В докладе на XV Международном конгрессе американистов в 1906 году художница заявила, что доминантой фресок являлись фигуры щитов, вокруг которых группировались остальные сцены. Она же предложила истолковывать их в астрономо-календарном смысле. Адела Бретон расшифровала палитру древних индейских живописцев, придя к выводу, что те отлично владели цветопередачей и использовали оттенки и контрасты для передачи «определённых эффектов», не дешифрованных западными американистами.
Снятие калек и реконструция колористики и композиций были тяжёлой в моральном и физическом смысле работой. Ежедневно приходилось перетаскивать кальки, палитру и припасы из лагеря в храм и обратно. Поверхность живописи имела примерно 9 футов в высоту (2,7 м) и была разделена по горизонтали на два фриза. Адела Бретон утверждала, что копии не дают истинного представления о росписях, особенно когда через узкий дверной проём во внутреннюю камеру храма проникало солнце, что бывало в апреле и мае. Это давало мягкое тёплое освещение, в зависимости от которого менялось и восприятие. Крыша храма частично обвалилась, но после расчистки от мусора и убирания растительности, живопись страдала во время сезона дождей. Четверть века спустя, когда в Храме работала экспедиция Института Карнеги, археологам приходилось использовать зеркала и работать только по утрам и днём. Использовала ли Адела Бретон искусственное освещение (керосиновую лампу или свечи), неизвестно. Росписи Теотиуакана были гораздо проще по композиции, и это требовало больших умственных усилий: при накладывании калек приходилось решать вопросы реконструкции утраченных фрагментов, кроме того, стены были обезображены граффити прежних посетителей и пометами углём, оставленными Стефенсом, Кезервудом, Модсли и другими копировщиками. В итоге, как установила куратор Бристольского музея Сью Джайлз, Адела Бретон выполнила семь отдельных копий для стенных «панелей», не считая большой панорамной копии-реконструкции. Возможно, она использовала координатную бумагу, но это недоказуемо. Работа шла медленно: за свой первый сезон А. Бретон успела скопировать нижний фриз западной стены Верхнего храма Ягуаров, а также раскрасила фотографии Модсли, снятые в Нижнем храме Ягуаров неподалёку, поскольку каменные рельефы ещё сохраняли следы изначальной окраски. Это требовало концентрации и максимального напряжения цветового зрения.

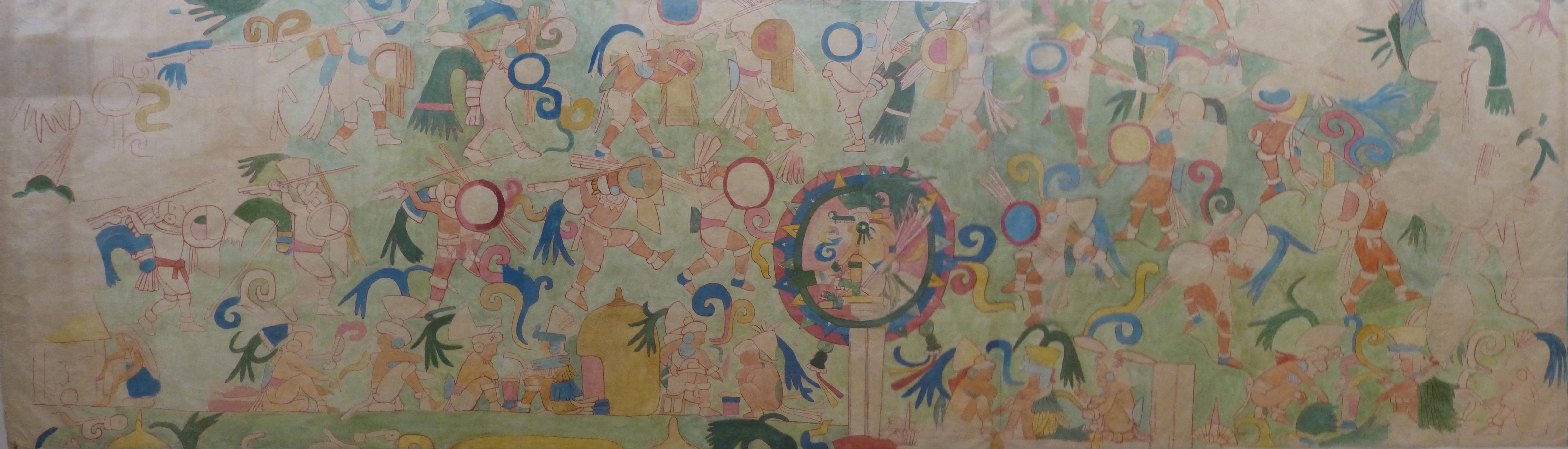
Акварельная реконструкция фресок Храма Ягуаров в Чичен-Ице Аделы Бретон 1907 года

Первый сезон Аделы Бретон в Чичен-Ице длился немногим более пяти недель и завершился 1 апреля 1900 года. Э. Томпсон после её отъезда жаловался Ф. Патнэму, что она «крайне неприятная особа, …полная капризов, жалоб и предубеждений», и он с «ужасом» ожидает её возвращения на следующий год. Впрочем, сама Адела Бретон писала о Томпсоне и его супруге в превосходных тонах. Из Юкатана она отправилась на американский Юго-Запад, но от этой поездки почти не осталось следов. В июле путешественница прибыла в Портленд, и, навестив Скалистые горы в Канаде, в декабре вернулась в Мексику. В переписке она сообщала о посылке археологических находок из Толлана и планах добраться до Паленке. В сезон 1901 года большую часть времени Э. Томпсон провёл в Мериде, но нанял мексиканского художника Сантьяго Болио, чтоб повторить работы мисс Бретон и наблюдать за ними. Адела Бретон вновь поселилась в «Акаб-Цибе», кишащем клещами и блохами, и работала с фресками восточной стены Верхнего храма, которые интерпретировала как «сцену в саду». В марте А. Бретон совершила 10-дневную поездку в Ушмаль, откуда проехала в Лабну. Из Бата пришли известия о кончине невестки — Кейт Клары Бретон, супруги её брата Гарри, поэтому в июле она вернулась в Англию. В августе художница наладила переписку с американским археологом Маршаллом Сэвиллом, который был известен работами в Оахаке. Тогда же она впервые узнала о работах Зелии Наттолл, одной из первых женщин-археологов. И Маршалл, и Наттолл были связаны с Музеем Пибоди. В декабре А. Бретон приехала в Нью-Йорк, где ей рекомендовали в качестве помощника Альфреда Тоззера. В сезон 1902 года она занималась почти исключительно собственными работами (задания от Модсли были минимальны) и квартировала на территории асьенды в гостевой хижине, построенной в индейском стиле. С Тоззером они встретились 4 февраля 1902 года по дороге в Чичен-Ицу, причём студента поразило, что эксцентричная британка ехала в «волане» одна, а во втором горой был навален её багаж. В переписке с матерью Тоззер описывал Аделу как «типичную английскую леди — старую деву», высокую, худую, но держащуюся прямо, как стрела, несмотря на сильную близорукость. Разговаривала она с типично викторианской выспренностью и её выводили из себя любые мельчайшие раздражители; вдобавок, она постоянно страдала от приступов малярии и часто от мигреней. Несмотря на странности, Тоззер сразу признал её талант археологического иллюстратора. Пабло («невысокий, толстый, некрасивый мексиканец лет тридцати и очень заурядный, насколько можно судить») по-прежнему исполнял при ней роль няньки, повара и проводника-носильщика. Хижина (Адела решительно переименовала её в «коттедж») была почти полностью забита вещами, но мисс Бретон заявила, что её раздражает усадебный быт и она приходит только ночевать. Впрочем, с Тоззером они нашли общий язык и он был приглашён столоваться у англичанки. Главным его заданием был академический шпионаж, Альфред должен был привезти в Музей Пибоди точные сведения о работах Томпсона в Чичен-Ице. Пребывание Аделы в Чичен-Ице продлилось до 5 мая 1902 года. За три месяца она завершила копирование изображений на восточной стене и приступила к очистке западной стены и нанесению контуров на кальку с частичным раскрашиванием. Кроме того, она возвела леса на здании «монастыря» (как его прозвали испанские колонизаторы) и реконструировала раскраску скульптур. В апреле на пять дней на руины приезжала Зелия Наттолл с дочерью, что окончательно испортило обстановку на асьенде.
На обратном пути в Мериду А. Бретон посетила Чакмультун и Ошкинток, привлечённая открытыми там фресками, но если она и делала там зарисовки, то они не идентифицированы. Вернувшись в США, она обозрела маунды в Огайо и Музей изящных искусств Цинциннати, где, по-видимому участвовала в экспозиции женщин-художниц, с некоторыми из которых была знакома (Вайолет Окли, Элизабет Шиппен Грин). Лето в США казалось слишком жарким и влажным, и Адела вернулась к брату в Бат. Далее она получила приглашение на XIII Международный конгресс американистов, который должен был пройти в Нью-Йорке в октябре.

### Конгрессы американистов. Адела Бретон, Эдвард Томпсон и Альфред Тоззер

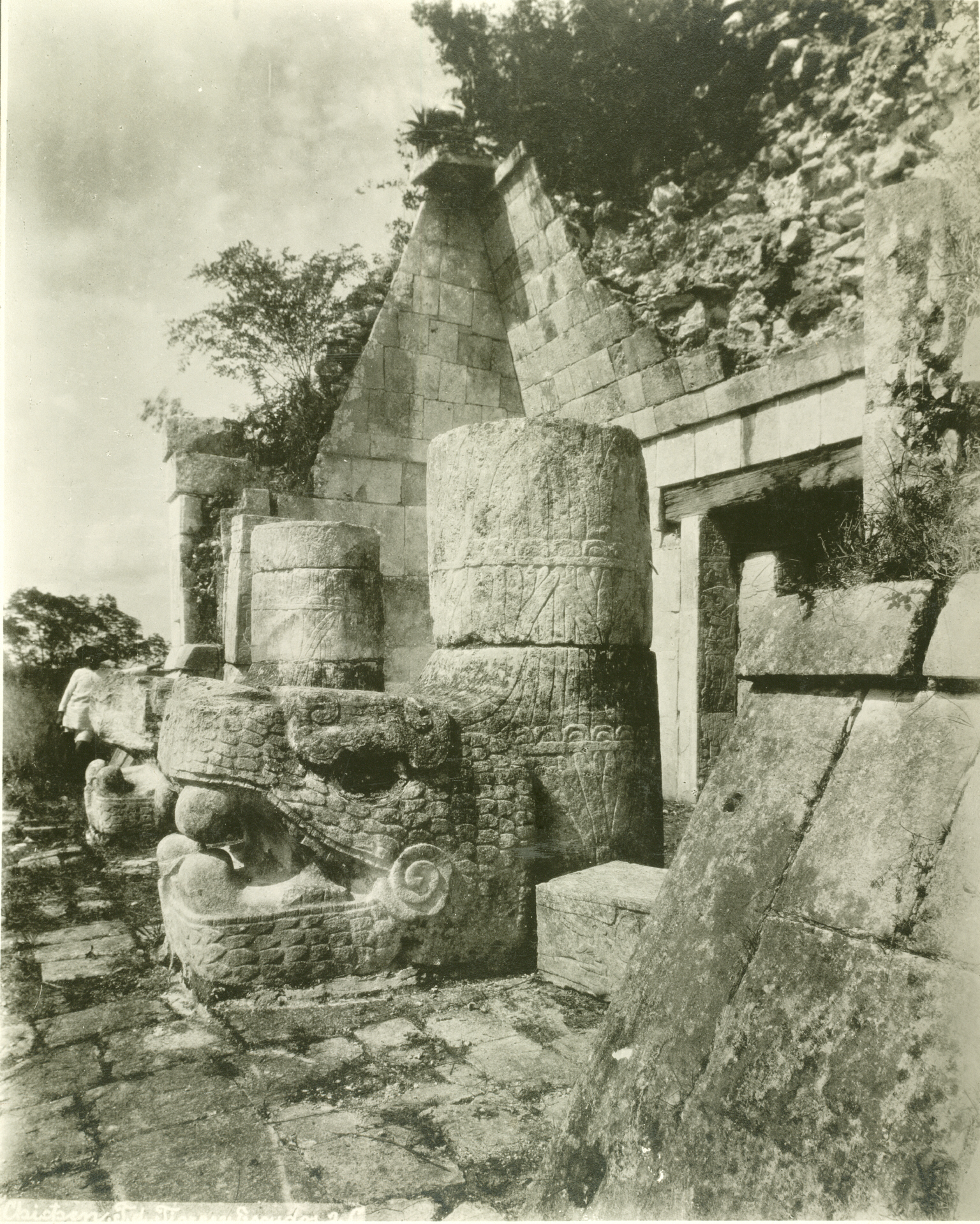
Основания колонн в форме змеев в Храме Ягуаров

Тринадцатый международный конгресс американистов был первым, проводимым на территории США. Филантроп и организатор науки герцог де Луба в 1902 году добился принятия правила, что конгрессы будут попеременно проводиться по обе стороны Атлантики. В списке приглашённых были Эдуард Зелер, Франц Боас, Элис Флетчер, многие годы жившая среди индейцев, и Антонио Пеньяфьель; газета «The New York Times» освещала события конгресса в специальной колонке. Доклад о настенных росписях индейцев майя на Юкатане читал Эдуард Томпсон, в основном, на материале Чакмультуна, но ни словом не упомянул о работах Бретон. Свои кальки (четыре сцены в натуральную величину), акварели и раскрашенные фотографии Адела демонстрировала на секции, на которой председательствовал Альфред Модсли. Модсли затем попросил мисс Бретон прокомментировать изображённое. Далее профессор Патнэм устроил банкет, на котором за один стол были усажены Э. Флетчер, З. Наттолл, А. Тоззер и А. Бретон. Так прошёл дебют Аделы в профессиональной среде, прошедший удачно, что подтверждается количеством корреспондентов, с которыми она стала переписываться по вопросам изучения индейских руин.
После окончания конгресса 23 декабря мисс Бретон вернулась в Чичен-Ицу. После Рождества к Аделе и Пабло присоединился Альфред Тоззер, и все трое поселились в усадебном доме, так как Томпсоны ещё не вернулись. Праздники длились целую неделю, включая день рождения самой Аделы (она отказалась сообщать, какой именно) и наступление нового, 1903 года. Для этого последнего Пабло купил курицу и приготовил пудинг из риса и сушёных яблок; Адела и Альфред при нём старались говорить по-испански. 3 января 1903 года исследователи отыскали «атлантов» (статуи воинов-кариатид) Верхнего храма, раскопанных когда-то Ле Плонжоном, и Тоззер убедился, что в древности они были покрыты ярко-красной краской. После возвращения Томпсона обстановка стала нервной, ибо хозяин асьенды испытывал финансовые трудности; у Аделы началась невралгия, и она не могла спать. Докучали и насекомые, даже в усадебном доме (Тоззер не удержался от сравнения лица Аделы со «звёздным небом»). Американский индеанист радовался, что Адела приняла его на довольствие и посылала со своего стола мясо и курицу, тортильи, какао и консервированные ананасы; сама она страдала от приступа подагры, и заявляла, что это болезнь всех британских аристократов. Только в двадцатых числах января Адела Бретон смогла работать в полную силу. На глазах Тоззера она зарисовала откопанную статую пернатого змея, очень похожего на изображение в Мадридском кодексе. 7 февраля срок пребывания американца истёк. Далее прибыл инспектор древностей дон Сантьяго Болио, с поручением извлечь «атлантов» и отправить в Национальный антропологический музей в Мехико. Пришлось прервать копирование фресок ради фотографирования и обмеров каждой статуи. Затем их цепляли лебёдкой, предоставленной Томпсоном, и спускали вниз. Только что извлечённые из грунта статуи поражали яркостью раскраски, особенно впечатляли одеяния из зелёных перьев. Адела Бретон пометила все кальки и раскрасила несколько фотографий, о чём сообщала Тоззеру в письме от 9 мая 1903 года. Ранее, 29 апреля из газеты «Таймс» она узнала о кончине двадцатилетней племянницы Аделаиды от сердечного заболевания. После этого она поспешно выехала прямо в Англию, изменив обычному маршруту через США и Канаду. Оставшуюся часть 1903 года Адела провела с братом Гарри (он был растерян, лишившись жены и дочери), они съездили в музеи Парижа через Дувр. Она также заинтересовалась техникой цветной фотографии, но все экспериментальные образцы не годились для её целей. Английская зима провоцировала малярийные приступы и Адела Бретон сообщала Тоззеру, что за последние четыре месяца употребила хинина больше, чем за весь сезон на Юкатане.
Весенний сезон 1904 года прошёл в трениях с Томпсоном, который начал реализовывать свой проект извлечения сокровищ из Священного сенота и стремился избавиться от свидетелей и возможных конкурентов. Так, он не пускал Пабло, даже чтобы набрать воды. Адела снимала кальки с рельефов северной стены площадки для игры в мяч. В мае она окончательно разругалась с Томпсоном и даже заявила в послании Тоззеру, что сможет вернуться в Чичен-Ицу «только когда сменится владелец». Она отправилась в Койоакан к Зелии Наттолл, которая обитала в бывшем дворце Альварадо, ставшим центром притяжения археологов. Из Мексики мисс Бретон отправилась в Нью-Йорк, где навестила Ле Плонжонов, положение которых назвала «драматическим»: Огюст был серьёзно болен, а Элис страдала от безденежья, став единственным кормильцем в их семье. Беспокойство доставляли и новости от Пабло, у которого, по мнению Аделы, «был талант попадать в неприятности». В июле мисс Бретон отправилась на XIV конгресс американистов в Штутгарт, где выставляла новые акварели и кальки, далее она путешествовала по Швейцарии и остановилась в той же гостинице, где когда-то праздновала своё восемнадцатилетие с родителями и братом. 20 сентября она получила извещение о кончине Пабло Солорио. В результате на Юкатан в 1905 году Адела Бретон не поехала и обосновалась у родственников в Филадельфии, где началась переписка, а затем и дружба с археологом Джорджем Байроном Гордоном. Три зимних месяца она провела в Койоакане у З. Наттолл. Летом Адела Бретон рисовала экспонаты Британского музея, и привлекла к этой работе брата Гарри, у которого тоже был художественный дар. В сентябре 1905 года художница была приглашена в Перигё на французский конгресс по доисторической эпохе в звании титулярного члена, то есть с правом участия в обсуждении.

### Вторая половина 1900-х годов. Акан-Че
До наступления 1907 года Адела Бретон не возвращалась в Мексику, в первую очередь, из-за резкого ухудшения здоровья. Артритные приступы бывали такой силы, что в некоторых письмах она с тревогой писала, что придётся распрощаться с живописью. После середины десятилетия она больше не писала акварелей «для души»; все последующие зарисовки — музейно-делового плана. В мае 1906 года её пригласили на очередной конгресс по преистории, проводимый в Монако, где она встретилась с Джорджем Байроном Гордоном, собиравшимся в Грецию. Музей Пибоди заказал ей точные цветные копии фресок Чичен-Ицы в четверть натуральной величины, так как меньший масштаб привёл бы к потере многих деталей. А. Бретон пыталась экспериментировать с фотографированием своих работ и переводом их в слайды для демонстрирования через волшебный фонарь. Гарри Бретон обычно выполнял графические контуры, а Адела работала с цветом. В таком положении её застал Тоззер, побывавший в Англии в августе 1906 года; Адела рекомендовала ему обозреть мегалитические памятники Эйвбери и Стоунхендж. 1906 год был плодотворным в другом смысле: у мисс Бретон вышло по крайней мере полдюжины статей, в том числе обзор монакского конгресса в журнале Королевского антропологического института «Man», а также два доклада в Ассоциации развития науки в Портсмуте. Публикации становились жизненно важными: в предшествующие десятилетия Адела Бретон была состоятельной женщиной, которую надёжно обеспечивали вложения от унаследованных денег. Вероятно, в XX веке сказывалось общее подорожание или иные факторы. В мае 1906 года А. Бретон запрашивала своих американских коллег, не найдётся ли для неё оплачиваемой работы на будущий полевой сезон. Несмотря на некие трудности, она продолжала помогать супругам Ле Плонжон, поскольку 80-летний Огюст уже не мог передвигаться и страдал сердечной болезнью, а 55-летняя Элис была при нём сиделкой и не могла никуда отлучаться. Адела посылала им через знакомых два раза в год по пятьдесят долларов с условием не сообщать, кто именно обеспечивает им вспомощенствование. Когда она начала пересылать им деньги, неизвестно, но в переписке 1906 года выражала опасение, что не сможет перечислить деньги на Рождество. Не смогла Адела и лично присутствовать на Квебекском конгрессе американистов, где доктор Гордон прочитал её доклад о скульптурах пирамиды в Шочикалько, а Альфред Тоззер представил материалы о настенных росписях Чичен-Ицы.
В 1907 году мисс Бретон всё-таки завершила работу для музея Пибоди, из Англии проехав прямо в Балтимор. В Вашингтоне она побывала в Смитсоновском институте, погостила у родни в Филадельфии, и собралась в Мексику. Художницу-археолога привлекли находки предыдущего года в Акан-Че, примерно в 25 км к юго-востоку от Мериды, где, как считалось, не было ничего примечательного. Однако крестьяне, в поисках стройматериалов, наткнулись на стену, украшенную ярко раскрашенными рельефами. Несмотря на все превратности истории и климата, большая часть окраски осталась целой. Стиль изображений тоже был примечательным, так как походил не на майяский, а на теотиуаканский. Адела Бретон оказалась на месте находки весьма оперативно, хотя потратила 10 дней на окончание рисования северной стены площадки для игры в мяч в Чичен-Ице. Работа по рисованию в Акан-Че была сложной, так как стукковые изображения были очень хрупкими и рассыпались от дождя и ветра, о чём свидетельствуют фотографии. На копирование форм и фиксацию цвета у мисс Бретон ушло пять недель. В следующем, 1908 году, она опубликовала статью в журнале «Man» о состоянии археологических исследований в Мексике. В первую очередь она коснулась реставрации Леопольдо Батресом Пирамиды Солнца в Теотиуакане и издания фотоотчёта Т. Малера о городищах майя на границе Чьяпаса и Гватемалы. Далее она оценила общее число неисследованных археологических площадок на Юкатане (порядка двухсот) и в самом финале мельком упомянула о собственных работах. Краткость обзора не позволяет идентифицировать постройку, в которой А. Бретон зарисовала фрески; по-видимому, в начале XXI века её уже не существует. В частной переписке она упоминала, что выполнила 21 кальку цветных рельефов в два ряда, каждый из которых содержит фигуры человеко-птиц. В Англию она возвращалась с явной неохотой, упомянув в письме от 7 октября 1907 года, что её дом подвергся ограблению. Тема денег оставалась актуальной: Гордон предлагал сделать полноразмерные слепки скульптур для Пенсильванского университетского музея, чтобы Адела их раскрасила. Поступило также предложение Британского музея сделать полноразмерную графическую реконструкцию фриза Акан-Че; эта работа демонстрировалась на Лондонском конгрессе американистов 1912 года.

Реконструкции цветопередачи майяской живописи и скульптуры в Акан-Че
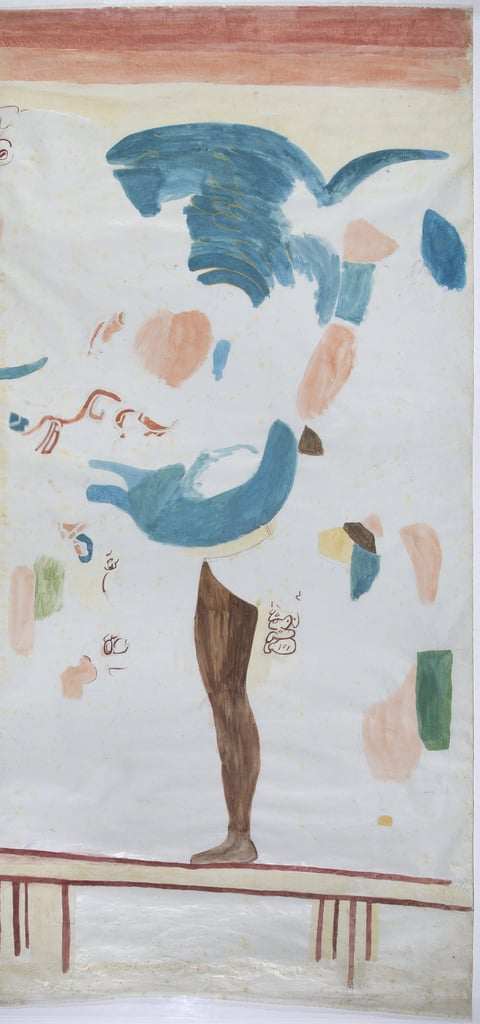
Остатки стенной росписи в храме в Акан-Че
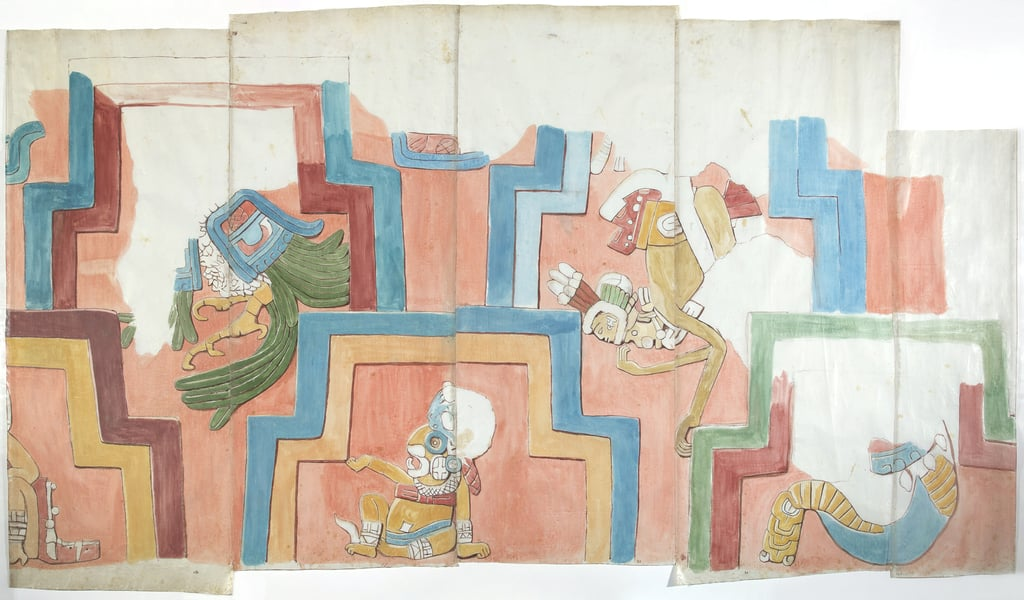
Стукковые рельефы на фасаде храма в Акан-Че
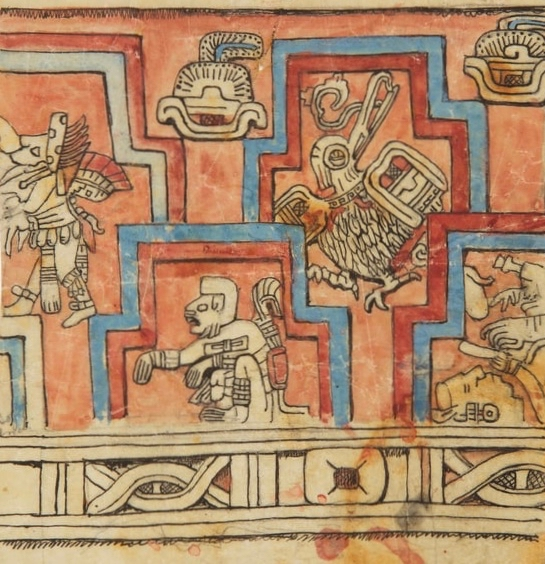
Окраска стуккового рельефа храма в Акан-Че
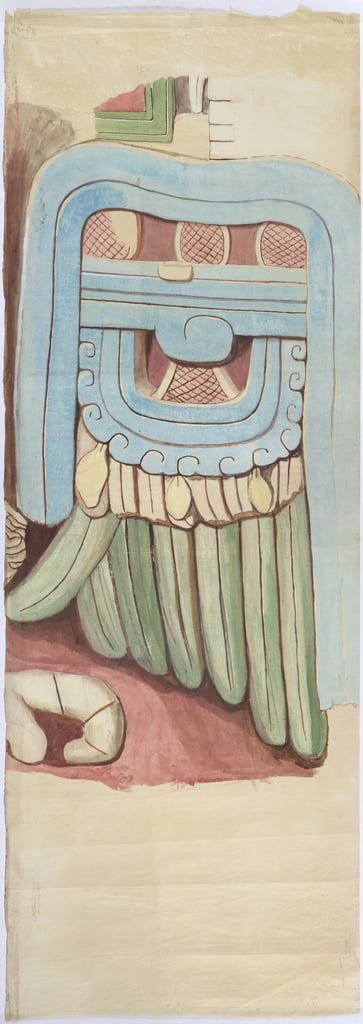
Окраска стуккового рельефа храма в Акан-Че

Во время поездки в Мексику 1908 года Адела Бретон выполнила для А. Модсли живописную копию карты Теночтитлана из музея в Мехико, на что потребовалось семь недель (карта включала как минимум 400 изображений людей, не считая прочих структур, включая постройки и чинампы). Далее Модсли запросил копию герба Кортеса. Адела Бретон нашла время посещать занятия по языку науатль, что было необходимо для избегания ошибок в подписях на карте. Поскольку её пригласили на конгресс американистов в Вену, в августе она рассчитывала вернуться в Европу. После успешной работы на доисторическом конгрессе во Франции и на форуме американистов в Австрии, художница отправилась в Афины, где заканчивала карту Теночтитлана для Модсли. Далее она три недели (до самого Рождества) провела на Крите, чьи древности полагала «столь же многочисленными, как мексиканские», важнейшим связующим звеном Запада и Востока. Новый 1909 год она встретила в Египте. Каирский музей не понравился, ибо включал слишком малое число предметов додинастической эпохи. Проведя в Каире две недели, Адела на месяц обосновалась в Луксоре, однако не сохранилось сведений о её встречах с археологами и археологическими иллюстраторами, со многими из которых она познакомилась в предшествующие десятилетия. Возвращалась мисс Бретон через Берлин, где получила письмо Элис Ле Плонжон о смерти Огюста. Пришло послание и от Тоззера, который хотел устроить Аделу в экспедицию в Паленке, а также сообщал, что на Чичен-Ицу строит планы молодой археолог и его ученик Сильванус Морли (на самом деле его проект стартовал в год смерти самой Аделы Бретон). Впервые за много лет А. Бретон оказалась в Бате в мае, и писала Гордону, что совершенно отвыкла от массы цветущих деревьев и «ощущения пробуждающейся жизни». Далее зарядили дожди на шесть недель, и Адела собралась на конгресс Канадской ассоциации развития науки в Виннипеге. Вся вторая половина 1909 года и январь — март 1910 года были посвящены заработкам: Адела писала копии майяских фресок в натуральную величину и раскрашивала отлитые из гипса и папье-маше рельефы Нижнего храма Ягуаров для Музея Пенсильванского университета (ничего из этого не сохранилось), больше всего страдая от жизни в пансионе. Перед возвращением в Англию мисс Бретон три недели восстанавливалась в Испании. Уже через неделю она выехала по призыву Модсли в Уппсалу, где ей была заказана ещё одна копия карты Теночтитлана (Энни Хантер была серьёзно больна и отказалась от работы). Шведский университетский город произвёл на англичанку самое благоприятное впечатление.

### 1910-е годы. Лондонский конгресс американистов
В 1910 году был организован Панамериканский международный конгресс, сессии которого проходили в Мехико и Буэнос-Айресе. Изначально планировалось, что весь конгресс пройдёт в Аргентине, но мексиканские власти хотели придать международный характер столетию восстания Идальго, от которого отсчитывается независимость Латинской Америки. В конце концов программа была построена так, что участники могли участвовать в обеих сессиях, как Эдуард Зелер. Адела Бретон была официально командирована Королевским антропологическим институтом на сессию в Буэнос-Айрес, и не планировала ехать в Мехико. Из Бата в апреле 1910 года она выехала в Лиссабон, 23 апреля на лайнере «Orita» она отплыла в Рио-де-Жанейро. Из Бразилии она проехала в Боливию по суше, и лишь затем прибыла в Аргентину. Конгресс затянулся и занял на три дня больше, чем планировалось. Далее она собиралась в Перу; маршруты, как обычно, реконструируются по альбомам зарисовок. Например, А. Бретон увидела Тиуанако, который ещё не начали раскапывать. В музеях Лимы она провела около трёх месяцев, в альбомах сохранились зарисовки древнего текстиля и кубков-керо. Адела страдала от горной болезни, и, хотя в переписке упоминала о планах писать вулканы, никаких ландшафтных материалов в её фондах не выявлено. Далее художница-археолог хотела посетить Коста-Рику и Гватемалу, чтобы увидеть классические города майя. Однако путешествие было прервано в Сан-Хосе срочным вызовом из Англии, содержание которого неизвестно. Проведя четыре недели в семье брата Гарри, Адела далее работала в Ливерпульском музее, исполняя заказ Томаса Ганна.
В 1911 году Адела Бретон включилась в работу организационного комитета Лондонского международного конгресса американистов, назначенного на 27 мая будущего 1912 года. Официально она числилась почётным секретарём и казначеем без жалованья. Также она официально была избрана действительным членом Королевского антропологического института. При организации большое беспокойство вызывало отсутствие американских специалистов. Так, Альфред Тоззер заявил, что даты конгресса накладываются на учебный год в Гарварде и запланированную им поездку в Норвегию. Оргкомитет через сэра Клементса Маркема обратился в Форин-офис, но там заявили, что дипломатия не имеет отношения к научному конгрессу. В итоге основная часть бумажной работы пала на Аделу Бретон, которая на весь 1911 год обосновалась в Лондоне; её частная переписка в этот период была минимальной. Весной 1912 года мисс Аделе удалось убедить участвовать Франца Боаса, и она съездила с публичной лекцией об археологии Перу в Антропологическое общество Франкфурта. К апрелю интерес к будущему конгрессу проявило более восьмидесяти газет. Свою лепту в организацию внесла и гибель «Титаника». 16 апреля 1912 года Адела не удержалась от морализирования в письме Тоззеру, в котором осуждала чрезмерную роскошь, не подкреплённую наличием средств спасения, и утверждала, что для своих путешествий всегда выбирала корабли со «скромными и трудолюбивыми» пассажирами.
Председателем XVIII Международного конгресса американистов в Лондоне был избран Альфред Модсли. Адела на конгрессе была избрана его генеральным секретарём. Её доклад прозвучал на секции палеоантропологии, где она представила палеолитические каменные орудия с побережья Перу. На конгрессе были представлены А. Тоззер, З. Наттолл и Э. Флетчер, а также путешественница миссис Твиди. На конгрессе была представлена выполненная А. Бретон копия карты Теночтитлана и раскрашенные рельефы храма E из Чичен-Ицы, а также пейзажные акварели и цветные прорисовки керамики из музеев Перу и Коста-Рики. В первый и последний раз публике были представлены кальки из Акан-Че. Адела Бретон также устроила иностранным делегатам конгресса (которых было около семидесяти) экскурсию в Оксфорд, причём для них зарезервировали спецпоезд, а университет обеспечил встречу и присудил Ф. Боасу и А. Модсли почётные докторские степени. Бодлеанская библиотека представила мексиканские кодексы из своей коллекции. Свои фонды открыли Ашмолеанский музей (с коллекцией Традесканта) и Музей Питт-Риверса. Следующий конгресс американистов прошёл в Великобритании спустя сорок лет — в 1952 году — под председательством Эрика Томпсона. Далее А. Бретон было поручено составить и отредактировать сборник статей и выступлений на конгрессе 1912 года. Официально главным редактором был Ф. Боас, но фактическую работу выполняла именно Адела. В августе 1912 года она посетила доисторический конгресс в Ангулеме, а оттуда проехала в Мадрид. После возвращения в Англию в сентябре она слегла с бронхитом и в переписке жаловалась на усталость от дел конгресса. Однако типографский набор был закончен только к марту 1913 года и далее предстояло вычитывать корректуру; «самым ужасным» она называла в переписке вставку иллюстраций в набор страницы. Далее без перерыва она была привлечена к организации Лондонского исторического конгресса в апреле, работая иногда до часа ночи. Всё это время она обитала в отеле «Сент-Эрминс» в Сент-Джеймсском парке. Труды XVIII конгресса американистов были подписаны в печать 3 ноября 1913 года, о чём Адела информировала Боаса. Мисс Бретон хотела вернуться к полевой работе, но из-за мексиканской революции планировать что-либо в Чичен-Ице было невозможно.

### Последние годы жизни
На 1914 год Адела Бретон планировала кругосветное путешествие, собираясь принять участие в Австралийском съезде Общества продвижения развития науки этой страны и в Международном конгрессе американистов в Вашингтоне (который так и не состоялся). Попутно она рассчитывала побывать в Новой Зеландии либо на Гавайях. Тогда она переписывалась с Алешем Грдличкой, и делилась своими соображениями о физической антропологии первобытного человечества. Из-за начала Первой мировой войны планы сорвались. Зимой 1914—1915 годов в Канаде она сильно повредила руку после падения, а в Вашингтоне последовал приступ ревматоидного артрита. Это не помешало Аделе записаться на приём в Белый дом 6 января 1915 года, чтобы увидеть нового президента США. В Вашингтоне началась переписка с родственницей — Эллой Льюис, которая является ценным источником, документирующим всю последующую жизнь мисс Бретон. В профессиональном плане она работала в Вашингтоне и Нью-Йорке с вывезенными из Мексики индейскими скульптурами и образцами керамики. Летом 1915 года она работала в Музее Пенсильванского университета, раскрашивая слепки статуй и рельефов из Чичен-Ицы, а также переписывая рукопись словаря языка покомчи, объёмом около 290 страниц мелкого почерка. Ей также хотели доверить копирование рукописи «Словаря из Мотуля», но Адела отказалась, сославшись на необходимость хорошего знания колониального испанского и юкатекского языков для этой работы. Переутомившись, в сентябре она буквально бежала в Милуоки, рассчитывая затем проехать в резервацию индейцев племени черноногих. Зиму она провела в Вашингтоне, страдая от артрита и работая в Библиотеке Конгресса. В переписке с Грдличкой художница не оставляла надежды, что конгресс американистов всё-таки состоится. Всю весну 1916 года она провела в столице США и лишь летом поехала в Британскую Колумбию. Далее следовало вернуться в Бат, в котором Адела Бретон не была почти три года. Помимо художественных заказов небольшой постоянный доход приносила недвижимость в Эйнсуэрте, сдаваемая в аренду. Состояние здоровья (в основном, флебит) не позволило ей покинуть Канаду и к 1917 году: она жила в Ниагара-Фолс и Монреале. Зимовать в 1918 году она осталась в Монктоне, где 23 марта, поскользнувшись на льду, получила вколоченный перелом бедренной кости. Врачи давали негативные прогнозы; в переписке Аделы много тревожных нот, в июне 1918 года в письме Грдличке она прямо заявила, что должна успеть попасть в Бат, прежде чем умрёт. Вдобавок, интенсивность переписки, которую вела мисс Бретон, вызвала подозрение канадской полиции, что сильно оскорбило художницу. Пребывание в стенах больницы завершилось только 7 октября 1918 года, после шести с половиной месяцев лечения.
1919—1920 годы Адела Бретон провела, в основном, в Банфе, в заповеднике в Скалистых горах. Она затягивала своё возвращению в Англию, в том числе из-за послевоенного перегруза транспорта и всеобщего дефицита. Лишь в марте 1920 года она вернулась в Бат после шестилетнего перерыва. Брат Гарри, дослужившись на фронте до майорского чина, устроился на работу в американскую фирму в Лондоне; постепенно восстанавливались прежние дружеские связи. Дел накопилось так много, что к ноябрю Адела не смогла уехать на зимовку и в Англии у неё сильно ухудшилось самочувствие. Грдличка сообщил, что следующий конгресс американистов состоится в Рио-де-Жанейро, и Адела подключилась к сбору средств для его проведения. Летом 1921 года она представляла Королевский антропологический институт на Льежском конгрессе, а в сентябре была делегатом Британской ассоциации развития науки в Эдинбурге, в котором до того была с отцом в 1880 году. Из-за состояния здоровья А. Бретон зимовала в Лондоне, где можно было снять жильё с центральным отоплением. Наконец, решился вопрос с конгрессом в Рио-де-Жанейро, назначенным на 20—30 августа 1922 года.
Зима 1922 года была суровой: в Бате выпал снег, который не таял до начала апреля. Комитет американистского конгресса оплачивал дорожные расходы и постой, поэтому А. Бретон решилась ехать в Бразилию, куда отплыла 1 августа. На борту она занялась португальским языком, чтобы ориентироваться в стране. После конгресса она хотела побывать в Амазонии, несмотря на нездоровье. Во время конгресса Аделу подкосила дизентерия, которую лечили в частной больнице в горах, а далее два месяца она восстанавливалась в Петрополисе. Лишь в 1923 году исследовательница решилась вернуться в Канаду, однако на пароходе состояние ухудшилось настолько, что пришлось сойти на Барбадосе. К апрелю она несколько оправилась, и писала Тоззеру о своих впечатлениях от бразильского конгресса. Лето после выздоровления планировалось провести в Бате. 10 июня датировано письмо Элле Льюис о существенном ухудшении самочувствия, из-за которого А. Бретон задерживалась на острове. 13 июня 1923 года её брат Гарри Бретон получил извещение о кончине Аделы от сердечной недостаточности. В некрологах датой смерти указывали 15 июня. По завещанию, составленному и заверенному ещё в 1887 году, всё движимое и недвижимое имущество переходило Гарри Бретону. Часть её живописных работ переходила Художественной галерее Виктории в Бате, а прочие коллекции и зарисовки с кальками доставались Бристольскому музею и художественной галерее. Некролог написал Э. Фаллес — коллега А. Бретон по Королевскому антропологическому институту. Зелия Наттолл и Сильванус Морли узнали о её кончине только 9 июля, тогда как брат Гарри известил Альфреда Модсли немедленно по получении печальных известий с Барбадоса. Гарри Бретон пережил сестру ненадолго, скончавшись 24 июля 1924 года.

## Наследие

### Место Аделы Бретон в истории индеанистики
Авторы первого обобщающего каталога художественных работ А. Бретон подчёркивали, что во время её жизни в англоязычном мире оставалось «социально приемлемым» взаимодействие образованных дилетантов с профессиональными учёными, которые имели «привилегированный доступ» к тем или иным материалам. В случае Аделы Бретон — это были археологические и музейные объекты Мексики, и сама она сделалась органической частью небольшой группы исследователей, заложивших основу майянистики как отдельной дисциплины, наравне с Эдвардом Томпсоном, Альфредом Модсли и Альфредом Тоззером. Археология как наука пребывала в стадии становления, мезоамериканская археология ещё вообще не использовала современные научные методы (включая стратиграфию), отчасти, это происходило из-за транспортно-логистической и политической изоляции полуострова Юкатан. По предположению майяниста Вирджинии Миллер, Адела Бретон осознавала свою роль первопроходца и хранительницы исчезающих памятников древней живописи Чичен-Ицы и Акан-Че. В случае с последним памятником, который почти не подвергался раскопкам, значение её живописных произведений особенно велико. Впрочем, в соответствии с духом своего времени, А. Бретон хотела также передать эстетическую ценность «туземного искусства», доказав, что его творцы «воспринимали цвет, свет и тень так же, как и мы».

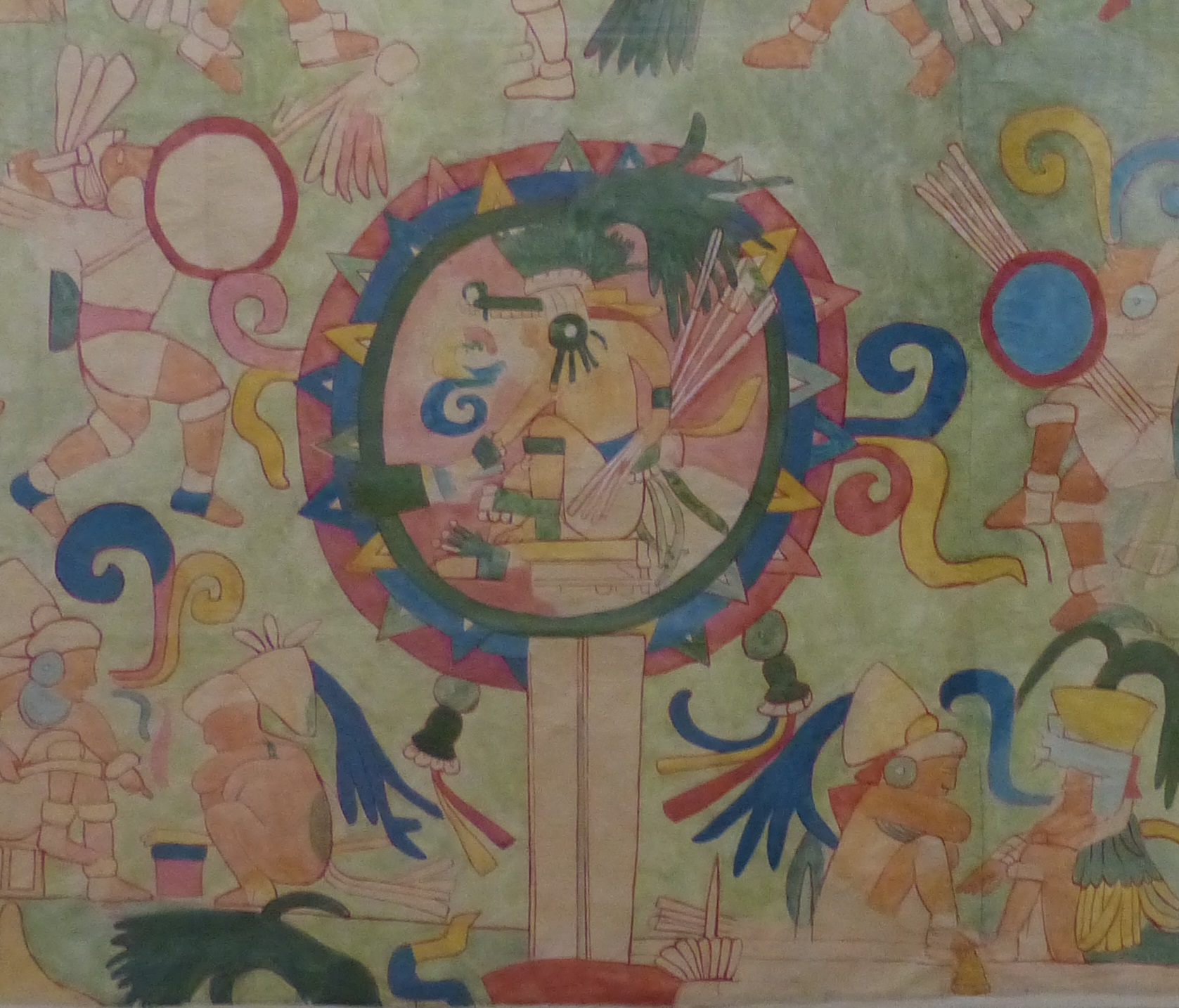
Фигуры в виде щитов из Верхнего храма Ягуаров на кальке Аделы Бретон

Для копирования фресок в Верхнем Храме Ягуаров в Чичен-Ице исследовательница использовала кальки форматом 36 ярдов (32,92 м) в длину и 27 дюймов (686 мм) в ширину. Согласно воспоминаниям А. Тоззера, калька накладывалась прямо на живописную штукатурку, очищенную от пыли, плесени и паутины, после чего художница обводила контуры и по секторам раскрашивала изображения. После окончания копии в натуральную величину, она делала «кабинетную» репродукцию в четверть натуральной величины, где можно было уделить внимание мелким деталям. Эти кабинетные репродукции были переданы затем в Музей Пибоди и Музей Квебека. Учитывая небольшое число эпиграфических памятников в Чичен-Ице и плохую изученность социальной и военной истории этого города в позднеклассический период, копии фресок Аделы Бретон являются первостепенным историческим источником. Наряду с фресками Бонампака, настенные росписи Чичен-Ицы — единственные монументальные изображения военных действий цивилизации майя. Росписи, калькированные А. Бретон, уникальны и в том отношении, что содержат пейзажные элементы, в том числе «красные холмы», которые некоторые исследователи, отстаивающие гипотезу центральномексиканского вторжения на Юкатан (А. Миллер, 1977), считали отсылкой к Оахаке. На копиях фресок и слепках и зарисовках скульптурных притолок выделяются фигуры военачальников, обозначаемых эмблемами солнечного диска и пернатого змея. Из характера изображений невозможно понять их функции, поэтому выдвигались полярно несхожие интерпретации: вожди-антагонисты, союзники и даже отец и сын. Эти изображения содержатся также на рельефах Нижнего храма Ягуаров. Сама мисс Бретон считала, что фигуры антагонистичны и представляют «различные расовые типы», допуская их символический характер, в первую очередь, нуждающийся в астрономическом истолковании. Художница считала, что символы щитов были написаны первыми, и лишь затем окружены человеческими фигурами. Исследовательница Клеменси Коггинс в 1984 году предположила, что скопированные А. Бретон фрески символизировали солнечный и венерианский астрономический циклы, а массовые сцены сформированы астрономическим движением небесных тел относительно друг друга. Сама Адела Бретон предполагала, что храм ориентирован так, чтобы максимум солнечного света попадал в целлу близ летнего солнцестояния. Поскольку храм был полуразрушен, в процессе расчистки руин художница предположила, что роспись была нанесена, как минимум, в два этапа: нижний слой включал красно-синие орнаменты, которые А. Бретон именовала «набедренной повязкой». Щиты, организующие композицию, относились именно к этому этапу росписи. Последующие оформители добавили множество людских фигурок, от них же остались и некоторые граффити. Копируя изображения, А. Бретон предположила наличие двух художников, первый из которых работал быстро и без предварительных набросков. Он использовал сухие пигменты, которые легко повреждались и осыпались. Второй художник был педантом, который сначала рисовал контуры композиции красным пигментом по влажной штукатурке, а затем работал в настоящей фресковой технике. Часть деталей добавлялась уже после высыхания стены.

### Память
В некрологе, опубликованном в журнале «Man», подчёркивалась важная роль, которую Адела Бретон сыграла в функционировании Международного конгресса американистов и продвижении антропологических исследований в Великобритании. Там же утверждалось, что «смерть её станет серьёзной потерей для науки». Практически полное забвение А. Бретон объясняется тем, что в начале XX века происходила активная институционализация американистики, в которую Адела, будучи независимым исследователем, явно не «вписывалась». В 1910-е годы установилась монополия Института Карнеги на исследования майя, приведшая к вытеснению британских археологов. Манера Аделы Бретон зарисовывать свои находки казалась архаичной. Существуют две монографические работы, посвящённые Аделе Бретон. Куратор Бристольского музея Сью Джайлз ещё в 1989 году выпустила первый каталог живописного наследия А. Бретон по материалам выставки «Искусство руин: Адела Бретон и храмы Мексики». Каталог содержал статьи по разным аспектам художественного творчества героини, но в силу обстоятельств создания носил предварительный характер. В 2005 году вышла монографическая биография Мэри Маквикер, в которой акцент был сделан на жизненном пути и отношениях Аделы Бретон с майянистами её поколения. В обобщающих работах по американистике А. Бретон не упоминается вообще.
По завещанию в фонд Манчестерского музея в 1923 году поступили небольшие скульптуры с изображением людей и рептилий в дополнение к ранее отправленной коллекции обсидиановых изделий. С 1899 года художница выставляла свои работы в незадолго до того основанной Бристольской художественной галерее, которой и завещала свою графику и акварели. В 1946 году была закончена каталогизация её коллекции и на короткий срок выставлены некоторые крупноформатные акварельные кальки фресок майя: фриз из Акан-Че и росписи Чичен-Ицы. Кальки крепились прямо на стены выставочной галереи. Избранные работы А. Бретон экспонировались также на XXX Международном конгрессе американистов в Кембридже: все акварели «кариатид» из Чичен-Ицы и кальки Верхнего храма Ягуаров. После этого фонды Аделы Бретон в Бристольском музее оказались надолго забыты. В 1970 году они были заново «открыты» Эриком Томпсоном и Артуром Миллером; в 1973 году Музей человека организовал выставку «Британцы и майя», на которой акварели А. Бретон были представлены рядом с работами Ф. Кезервуда. Кроме того, некоторые работы мисс Аделы выставлялись к 75-летию открытия Бристольского музея и художественной галереи в 1980 году. Особенностью данной экспозиции стало то, что копии притолок были воздвигнуты в форме дверного проёма.
В 1989 году в Манчестере была проведена выставка «Искусство руин: Адела Бретон и храмы Мексики». Эта экспозиция была в 1993 году выставлена в Национальном историческом музее Мехико. В 2014 году по гранту Фонда коллекций Эсме Фэйрбэр был завершён 36-месячный проект цифровизации хрупких акварелей и калек, затронувший более пятисот произведений А. Бретон. В первую очередь делалась съёмка с очень высоким разрешением калек из Чичен-Ицы (всего их около ста пятидесяти), особенно крупноформатных, которые могли иметь в длину три метра и 70 сантиметров ширины. Их снимали по частям и далее сводили в единое целое; разворачивание и сворачивание бумаги осуществлял хранитель отдела графики Павлос Капетанакис. Следующим этапом была оцифровка более 300 акварелей, 80 фотографических отпечатков, двух фотоальбомов и 13 альбомов для рисования. В 2016—2017 годах в Бристоле прошла выставка «Адела Бретон: древняя Мексика в цвете». Поверенный в делах Мексики Давид Нахера (David Najera) 19 июля 2016 года открыл в Бате памятную доску в честь Аделы Бретон, установленную на стене таунхауса №15 в Кэмден-Кресент. Установку доски оплатил Реймонд Лэнгтон, сын археолога, владевшего этим домом после Бретонов.

## Публикации
- Breton A. Some obsidian workings in Mexico // Transactions of the 13th International Congress of Americanists. — 1902. — P. 265—268.
- Breton A. Some Mexican Portrait Clay Figures // Man[англ.]. — 1903. — Vol. 3. — P. 130—133.
- Breton A. The Monaco Meeting of the International Congress of Anthropology and Prehistoric Archeology // American Anthropologist[англ.]. — 1906. — Vol. 8, no. 3. — P. 559—563.
- Breton A. Archaeology in Mexico // Man. — 1908. — Vol. 8. — P. 34—37. — JSTOR 2839924.
- Breton A. Proceedings of Americanists' Congress // Man. — 1910. — Vol. 10. — P. 141—144. — JSTOR 2788420.
- Breton A. The International Congress of Historical Studies // American Anthropologist, New Series. — 1913. — Vol. 15, no. 3. — P. 460—469. — JSTOR 659761.
- Breton A. C. The Ancient Mexican Picture-Map in the British Museum :  [англ.] // Man. — 1920. — Vol. 20 (September). — P. 143—144. — JSTOR 2839456.

### Комментарии
1. ↑  Запечатлены: слева от Аделы стоит мать Элизабет Д’Арч Бретон (1820—1874); слева сидит отец Уильям Бретон (1799—1889), имевший тогда звание коммандера; и его брат-близнец генерал Генри Бретон (1799—1887)[1].
2. ↑  В письме Тоззеру А. Бретон процитировала своего покойного проводника Пабло, который утверждал, что главной опасностью в любом путешествии является то, что «можно разделить судьбу, которую высшие силы уготовили другому»[42].